# Homo Lalandiense
Homo Lalandiense er en dansk dokumentarfilm fra 1997, der er instrueret af Dan Säll efter manuskript af Gorm Rasmussen.

## Handling
En poetisk-realistisk dokumentarfilm om Lolland. En række mennesker beretter om deres liv og drømme, som de udfolder sig på baggrund af øens både frodige og brutale natur. Landmanden, der driver højintensivt agerbrug på noget af Europas bedste jord, den sværmeriske hjemstavnsbonde, der gør som forfædrene, gartneren, der bygger sig en have som værn mod vinden og det trøstesløse landskab, billedhuggeren og mystikeren, der finder magiske sten i jorden, og den barnlige seer, der hører stenene komme på himlen med mærkelige budskaber. Tilskuerne møder også godsejeren, hvis liv er jagt, og genforskeren, der har fundet en helt særlig blodtype på Lolland. Skæbner, skikkelser og ansigter i et landskab af vand, jord, sten, ild og himmel - og en mægtig horisont.